# Inrō

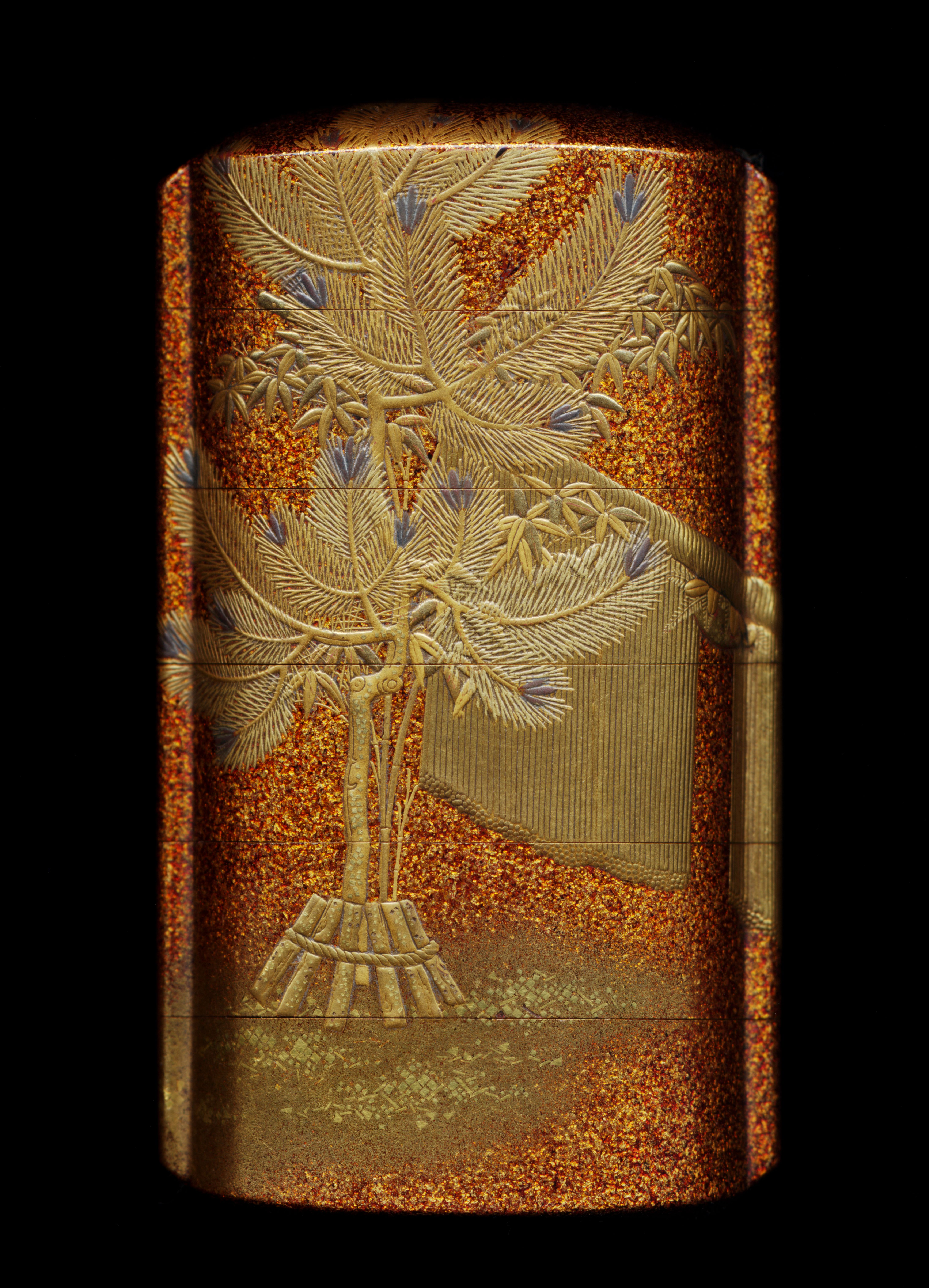
Inrō, 19. Jahrhundert

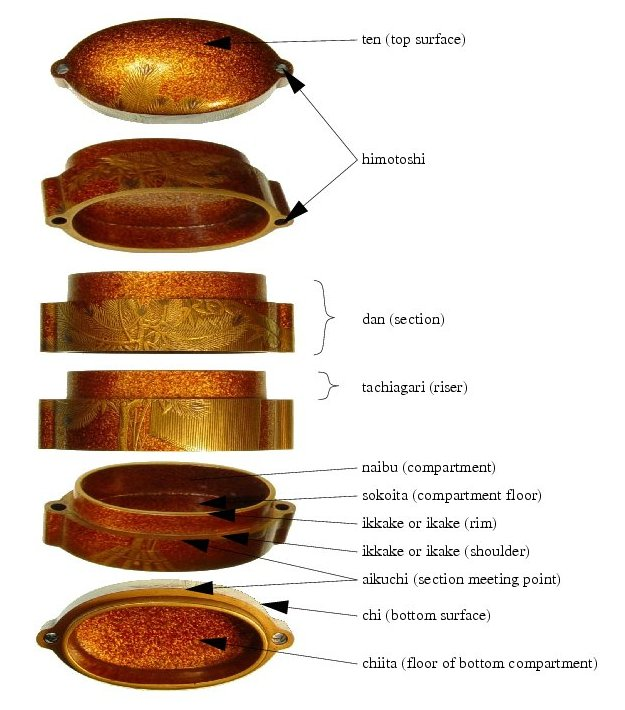
Aufbau eines Inrō

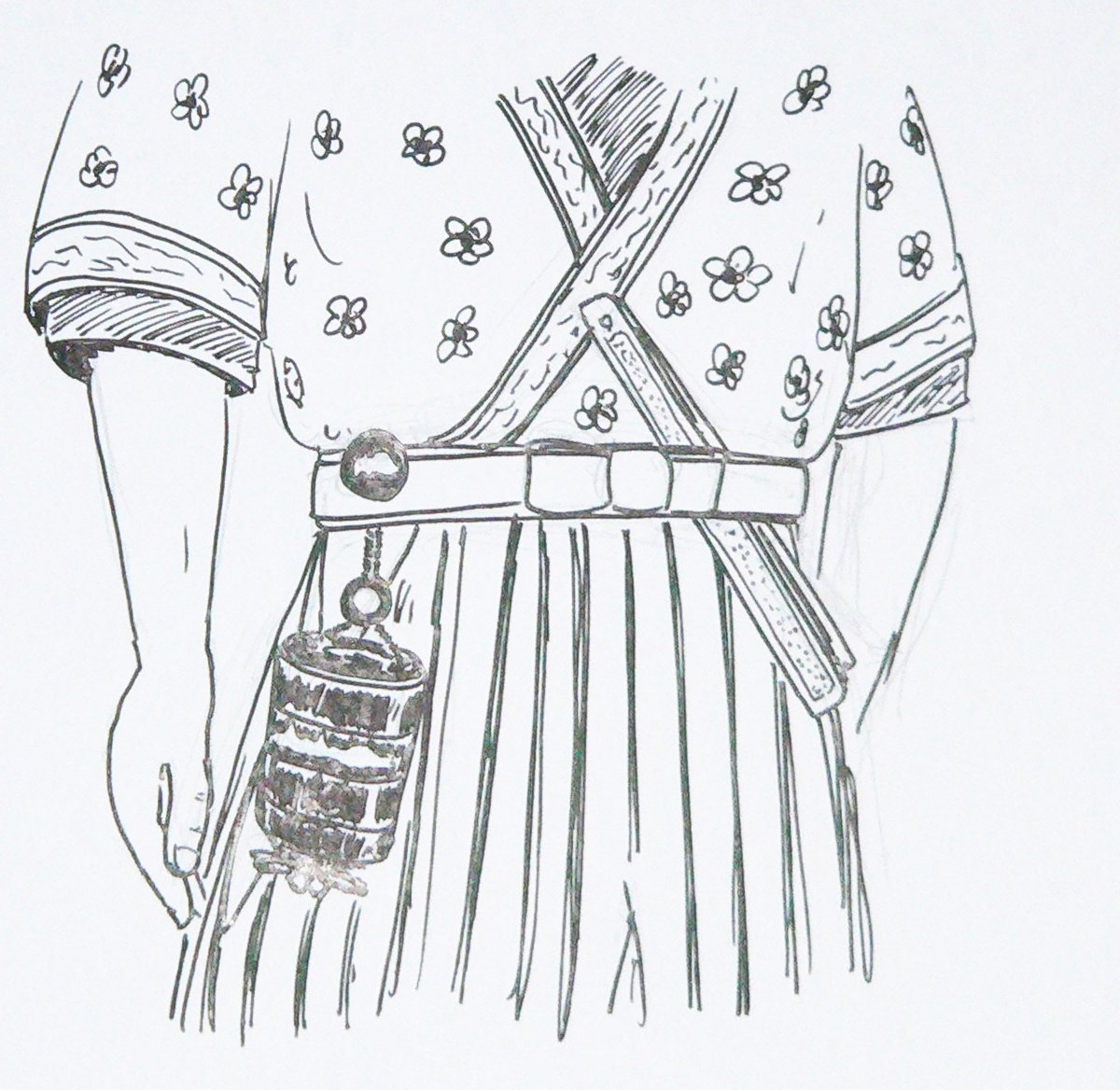
Gebrauch eines Inrō

Ein Inrō (jap. 印籠, dt. „Siegelbehältnis“) ist eine Siegel- bzw. Medizinschachtel aus Japan und gehört zu den sogenannten Sagemono („Hängesachen“).
Er besteht aus verschiedenen übereinander gestapelten Abteilungen, die so exakt gearbeitet sind, dass sie fast luftdicht verschließen. Der oberste Teil fungiert als Deckel. Inrō können aus sehr hartem Holz, Horn, Elfenbein oder auch Keramik gefertigt sein. Ursprünglich war der Inrō als Behälter für Botschaften konzipiert, mit der Zeit wurden darin Münzen, das persönliche Siegel oder Medizin für unterwegs aufbewahrt. Er wurde vornehmlich von Männern verwendet, deren Kleidung im Gegensatz zu der der Frauen meist keine Ärmeltaschen hatte. Dazu wurde er mit der Kordel am Obi befestigt und mit dem Netsuke gegengesichert. 